# 1791. május 3-i alkotmány (festmény)
Az 1791. május 3-i alkotmány egy történelmi tárgyú festmény, amelyet Jan Matejko lengyel festő készített. Az 1891 januárjától októberéig tartó munkája az év során olyan mértékben haladt előre, hogy már májusban, az Alkotmány (lengyelül: Konstytucja Trzeciego Maja vagy Konstytucja 3 Maja 1791 roku, litvánul: Gegužės trečiosios konstitucija) elfogadásának 100. évfordulójára rendezett jubileumi kiállításon be tudták mutatni.
A mű az újkori lengyel történelem egyik legnagyszerűbb, ugyanakkor legdrámaibb pillanatát ábrázolja sajátos módon. Az ország túl van a felvilágosodásra alapozott, világtörténelmi jelentőséggel bíró, több évtizedes társadalmi és állami reformokon. Az alkotmány 1791. évi megalkotása ennek a betetőzése. Ugyanakkor hetekre van attól, hogy külső ellenségei, a Porosz Királyság, az Orosz Birodalom és a Habsburg Birodalom a szuverenitása ellen újabb támadást intézzen Lengyelország három felosztásának folyamatában. Bár a kép tárgya és stílusa historikus jellegű, azonban a festő az eseményt nem hitelesen ábrázolta. Az egyik szereplő például egy évekkel későbbi sebesülés nyomait viseli magán. Egy másik pedig az alkotmány elfogadásakor valójában már nem is élt.
A festmény olaj/vászon technikával készült, 247 x 446 cm méretű. Varsóban a Királyi Palota (lengyelül: Zamek Królewski) gyűjteményében van kiállítva.

## Leírás
A képen a varsói Keresztelő Szent János Székesegyház (Bazylika archikatedralna św. Jana Chrzciciela) előtti tér, illetve ennek bejárata látható. A környező utcákban nagy és lelkes tömeg gyűlt össze. Emberek egy csoportja – köztük a király, II. Szaniszló Ágost is – a székesegyházba tart, hogy a nagy szejm (Sejm Wielki) által megalkotott alkotmányra felesküdjenek. A háttérben a Királyi Palota egy részlete látható a Zsigmond-toronnyal.
A festmény egyik központi alakja Stanisław Małachowski, a szejm elnöke, akit vállra emelve visznek, és aki egyik kezében az alkotmány szövegét, a másikban pedig egy hatalmi jelvényt, marsallbotot tart. Małachowskit a krakkói Aleksander Linowski és a poznańi Ignacy Zakrzewski tartja. Ez a festő tudatos választása volt, mivel ők képviselték a két legfontosabb lengyel területet, Kis- és Nagy-Lengyelországot. Mellettük halad Kościuszko Tádé (Tadeusz Kościuszko) kötéssel a fején, ami egy évekkel későbbi, 1794-es sebelülésére utal. A másik vállon vitt férfi Kazimierz Nestor Sapieha, aki a Unió másik államát jeleníti meg a képen. (A kettősség ellenére az alkotmány megszüntette az Uniót és egységes államot hozott létre.)
A kép másik fontos alakja a király, aki a székesegyház lépcsőjén halad elől, karjával utat törve a menetnek a fogadó személyek között. Piros talárt visel. A királyt többek között Varsó legendás polgármestere, Jan Dekert fogadja. Dekert azonban 1791-ben már nem élt, az előző évben hunyt el. A festő azért szerepeltette itt, hogy így utaljon a polgárság fontos alkotmányos szerepére, illetve az alkotmány részévé vált fontos törvényre is, ami a polgárok jogállásáról szólt. Hasonló okokból felszabadított parasztok és vallási értelemben egyenjogúsított zsidók is feltűnnek a festményen.
Szintén fontos alakja a műnek a fekete papi ruhába öltözött Hugo Kołłątaj, aki a reformok egyik atyja és az alkotmány egyik megszövegezője volt. A festő olyan pózban ábrázolta, mint aki a királyhoz hasonlóan a menet útját gondosan vigyázza.
A mű középpontjánál látható jelenet valójában a Királyi Kastélyban játszódott le. A konzervatív, az alkotmány ellenzékéhez tartozó Jan Suchorzewski saját fia megölésével fenyegette meg a királyt, ha az alaptörvény elfogadásra kerül. A földre került Suchorzewski kezét, amelyben kardot tart, Stanisław Kublicki fogja le, aki az egyik legaktívabb reformpárti képviselő volt. Suchorzewski mellett széthullott kártyalapokat festett Matejko. Ez arra utal, hogy valójában megvesztegették az oroszok, akikkel gyakran kártyázott együtt, és akiktől feltűnő módon rendre nagyobb összegeket nyert.

## Történelmi alakok

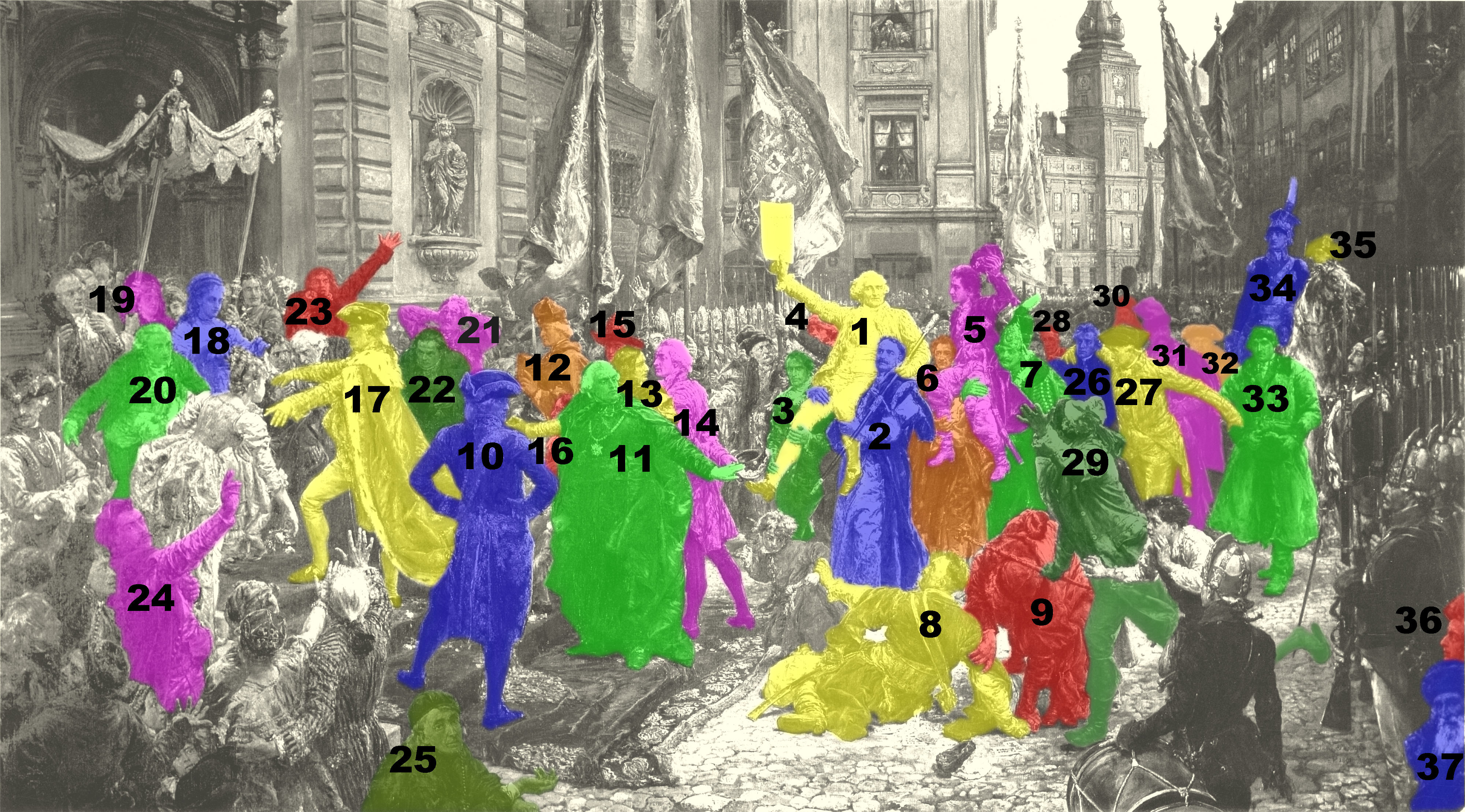
A festmény szereplői

1. Stanisław Małachowski (1736-1809), a nagy szejm elnöke
2. Alexander Linowski (kb. 1759-1820) országgyűlési képviselő, az alkotmány híve
3. Ignacy Wyssogota Zakrzewski (1745-1802) országgyűlési képviselő, az alkotmány híve
4. Tadeusz Kościuszko (1746-1817), a királyi hadsereg tábornoka
5. Kazimierz Nestor Sapieha (1757-1798), a nagy szejm elnöke
6. Julian Ursyn Niemcewicz (1757-1841) országgyűlési képviselő, az alkotmány egyik megszövegezője
7. Michał Zabiełło (1760-1815) országgyűlési képviselő, az alkotmány híve
8. Jan Suchorzewski († 1804 vagy 1809) országgyűlési képviselő, az alkotmány ellenzéke
9. Stanisław Kublicki (1750-1809) országgyűlési képviselő, az alkotmány híve
10. Francis Xavier Branicki (kb. 1730-1819) hetman, az alkotmány ellenzéke
11. Hugo Kołłątaj (1750-1812) alkancellár, az alkotmány egyik megszövegezője
12. Feliks Turski (1720-1800) Krakkó püspöke (vagy Tymoteusz Gorzeński)
13. Ignacy Potocki (1750-1809) Nagy-Litvánia marsallja, az alkotmány egyik megszövegezője
14. Adam Kazimierz Czartoryski (1734-1823) tartományi kormányzó, az alkotmány híve
15. Scipione Piattoli (1749-1809), a király magántitkára, az alkotmány egyik megszövegezője
16. Tadeusz Matuszewicz (1765-1819) országgyűlési képviselő, az alkotmány egyik megszövegezője
17. II. Szaniszló Ágost (1732-1798) lengyel király
18. Anna Charlotta Dorothy von Medem (1761-1821) grófnő (vagy Róża z Martynkowskich Dekertowa)
19. Elżbieta Grabowska (1748/9-1810), a király morgatikus felesége
20. Jan Dekert (1738-1790) Varsó polgármestere
21. Antoni Stanisław Czetwertyński-Światopełk (1748-1794) az alkotmány híve
22. Antoni Złotnicki Polycarp (kb. 1750-1830) országgyűlési képviselő, az alkotmány híve
23. Francia rojalista
24. Jan Kiliński (1760-1819) cipészmester, a Kościuszko-felkelés tisztje
25. Klemens Maria Hofbauer (1751-1820) redemptorista pap
26. Stanisław Staszic (1755-1826) pap, a felvilágosodás híve, az alkotmány egyik megszövegezője
27. Andrzej Hieronim Zamoyski (1716-1792) tartományi kormányzó, a Zamojski Kódex megszövegezője
28. Tymoteusz Gorzeński (1743-1825) Szmolenszk püspöke
29. Kazimierz Konopka (1769-1805), Hugo Kołłątaj titkára
30. Ortodox pap
31. Paul Xavier Brzostowski (1739-1827) pap (vagy Joseph Stępkowski)
32. Antoni Tyzenhaus (1733-1785), a litván királyi gazdaság vezetője
33. Paraszt
34. Józef Antoni Poniatowski (1763-1813), a királyi hadsereg tábornoka
35. Stanisław Mokronowski (1761-1821) országgyűlési képviselő
36. Fiatal zsidó
37. Öreg zsidó

## Az alkotmány és Magyarország

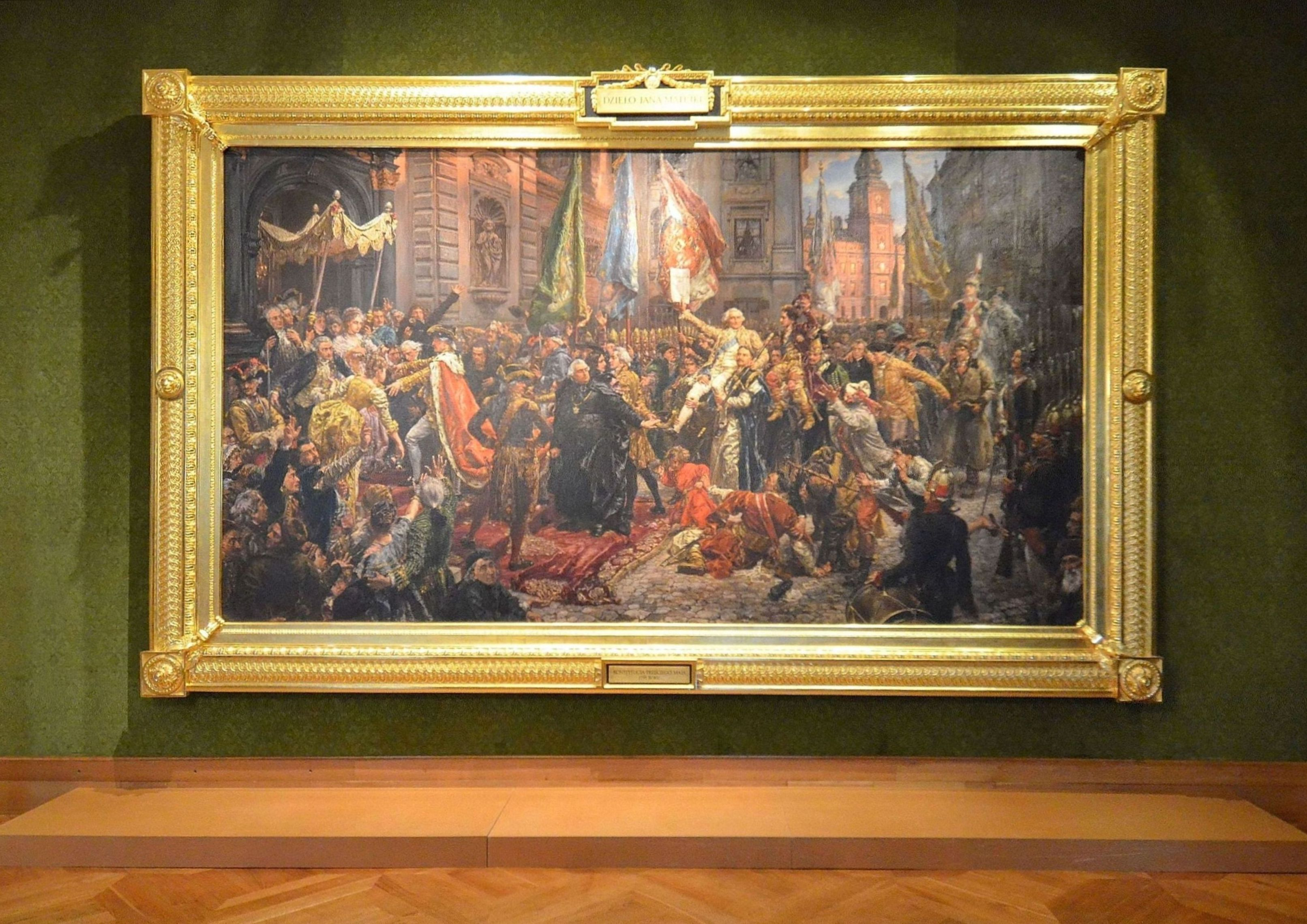
A kiállításon szereplő festmény

Május 3-a Lengyelország fontos állami ünnepe, amelyről Magyarországon is rendre megemlékeznek. Ettől függetlenül az alkotmány, a lengyel felvilágosodás eredményei és képviselői nem ismertek Magyarországon. Egy mai magyar középiskolai tankönyv például egyetlen mondatba sűrítette a témát: „Majd álságos módon a despotikus cár a nemesi szabadságjogok védelmezőjeként lépett fel az anarchiát megfékezni kívánó reformerőkkel szemben”.

## Fordítás
- Ez a szócikk részben vagy egészben a Konstytucja 3 Maja 1791 roku című lengyel Wikipédia-szócikk ezen változatának fordításán alapul.  Az eredeti cikk szerkesztőit annak laptörténete sorolja fel. Ez a jelzés csupán a megfogalmazás eredetét és a szerzői jogokat jelzi, nem szolgál a cikkben szereplő információk forrásmegjelöléseként.